# Khartoum

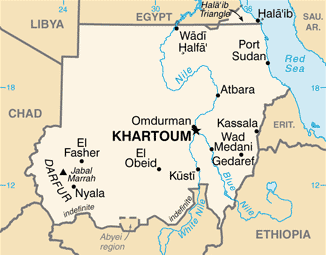
Bản đồ Sudan và vị trí Khartoum.

Khartoum (phiên âm: Khác-tum; tiếng Ả-rập: الخرطوم al-Kharṭūm nghĩa đen là "vòi con voi") là thủ đô Sudan cùng là lỵ sở tiểu bang Khartoum. Với vị trí nơi sông Nin Trắng từ Uganda phía nam và Nin Xanh từ Ethiopia phía đông dồn về, Khartoum nằm trên dẻo đất hẹp kẹp giữa hai con sông nên mới có tên là "Vòi con voi".
Nội thành Khartoum có hơn một triệu dân nhưng nếu tính thêm vùng phụ cận gồm al-Khartum Bahri và Umm Durman thì Khartoum có hơn tám triệu dân.

## Lịch sử
Năm 1821 Ibrahim Pasha, phụ chính nước Ai Cập cho khai sinh Khartoum làm tiền đồn cho quân đội Ai Cập chiếm đóng Sudan. Vì vị trí thuận lợi, thị trấn đó nhanh chóng biến thành chỗ giao thương kể cả nạn buôn nô lệ.
Tháng Ba năm 1884 trong khi quân đội hỗn hợp Anh-Ai Cập dưới sự chỉ huy của tướng Charles George Gordon chiếm đóng Khartoum thì Mahdi Muhammad Ahmad dấy quân vây đánh thị trấn này. Tháng Giêng năm sau Khartoum thất thủ và phe bại trận bị tàn sát.
Tháng Chín năm 1898 tướng Horatio Kitchener dẫn đoàn quân Anh phản công, đánh một trận quyết liệt ở Umm Durman (Omdurman) và chiếm lại Khartoum. Từ đấy Khartoum biến thành thủ phủ xứ Sudan thuộc Anh-Ai Cập. Khi Sudan được trao trả độc lập năm 1956 thì Khartoum chuyển tiếp thành thủ đô.
Khartoum từng chứng kiến nhiều biến động như năm 1973 nhóm khủng bố "Tháng Chín Đen" (munattamat aylul al-aswad) bắt 10 nhân viên ngoại giao sứ quán Ả Rập Xê Út làm con tin. Đại sứ và phó đại sứ Mỹ cùng đại diện Bỉ đều bị sát hại.
Sang thập niên 1980, hàng trăm nghìn dân tỵ nạn từ các nước Uganda, Ityoppya, Ertra và Tchad đổ về Khartoum lánh nạn chiến tranh ở các nước lân bang đó. Thêm vào đó khi cuộc Nội chiến Sudan lan rộng và chiến tranh Darfur bùng nổ, số dân tản cư về Khartoum càng đông, sống chen chúc ở ngoại vi thành phố.
Khartoum bước sang thời kỳ căng thẳng quốc tế năm 1998 khi hai tòa đại sứ Mỹ tại Tanzania và Kenya bị nổ bom. Hoa Kỳ kết tội tổ chức al Qaeda do Osama bin Laden điều khiển từ Khartoum nên bắn hỏa tiễn cruise phản công, phá sập xưởng dược chế al-Shifa ở al-Khartum Bahri.

## Khí hậu
Khartoum có khí hậu sa mạc nóng (phân loại khí hậu Köppen BWh).
| Dữ liệu khí hậu của Khartoum              | Dữ liệu khí hậu của Khartoum | Dữ liệu khí hậu của Khartoum | Dữ liệu khí hậu của Khartoum | Dữ liệu khí hậu của Khartoum | Dữ liệu khí hậu của Khartoum | Dữ liệu khí hậu của Khartoum | Dữ liệu khí hậu của Khartoum | Dữ liệu khí hậu của Khartoum | Dữ liệu khí hậu của Khartoum | Dữ liệu khí hậu của Khartoum | Dữ liệu khí hậu của Khartoum | Dữ liệu khí hậu của Khartoum | Dữ liệu khí hậu của Khartoum |
| Tháng                                     | 1                            | 2                            | 3                            | 4                            | 5                            | 6                            | 7                            | 8                            | 9                            | 10                           | 11                           | 12                           | Năm                          |
| ----------------------------------------- | ---------------------------- | ---------------------------- | ---------------------------- | ---------------------------- | ---------------------------- | ---------------------------- | ---------------------------- | ---------------------------- | ---------------------------- | ---------------------------- | ---------------------------- | ---------------------------- | ---------------------------- |
| Cao kỉ lục °C (°F)                        | 39.7 (103.5)                 | 42.5 (108.5)                 | 45.2 (113.4)                 | 46.2 (115.2)                 | 46.8 (116.2)                 | 46.3 (115.3)                 | 44.5 (112.1)                 | 43.5 (110.3)                 | 44.0 (111.2)                 | 43.0 (109.4)                 | 41.0 (105.8)                 | 39.0 (102.2)                 | 46.8 (116.2)                 |
| Trung bình ngày tối đa °C (°F)            | 30.7 (87.3)                  | 32.6 (90.7)                  | 36.5 (97.7)                  | 40.4 (104.7)                 | 41.9 (107.4)                 | 41.3 (106.3)                 | 38.5 (101.3)                 | 37.6 (99.7)                  | 38.7 (101.7)                 | 39.3 (102.7)                 | 35.2 (95.4)                  | 31.7 (89.1)                  | 37.0 (98.6)                  |
| Trung bình ngày °C (°F)                   | 23.2 (73.8)                  | 25.0 (77.0)                  | 28.7 (83.7)                  | 31.9 (89.4)                  | 34.5 (94.1)                  | 34.3 (93.7)                  | 32.1 (89.8)                  | 31.5 (88.7)                  | 32.5 (90.5)                  | 32.4 (90.3)                  | 28.1 (82.6)                  | 24.5 (76.1)                  | 29.9 (85.8)                  |
| Tối thiểu trung bình ngày °C (°F)         | 15.6 (60.1)                  | 16.8 (62.2)                  | 20.3 (68.5)                  | 24.1 (75.4)                  | 27.3 (81.1)                  | 27.6 (81.7)                  | 26.2 (79.2)                  | 25.6 (78.1)                  | 26.3 (79.3)                  | 25.9 (78.6)                  | 21.0 (69.8)                  | 17.0 (62.6)                  | 22.8 (73.0)                  |
| Thấp kỉ lục °C (°F)                       | 8.0 (46.4)                   | 8.6 (47.5)                   | 12.6 (54.7)                  | 12.7 (54.9)                  | 18.5 (65.3)                  | 20.2 (68.4)                  | 17.8 (64.0)                  | 18.0 (64.4)                  | 17.7 (63.9)                  | 17.5 (63.5)                  | 11.0 (51.8)                  | 6.2 (43.2)                   | 6.2 (43.2)                   |
| Lượng Giáng thủy trung bình mm (inches)   | 0.0 (0.0)                    | 0.0 (0.0)                    | 0.1 (0.00)                   | 0.0 (0.0)                    | 3.9 (0.15)                   | 4.2 (0.17)                   | 29.6 (1.17)                  | 48.3 (1.90)                  | 26.7 (1.05)                  | 7.8 (0.31)                   | 0.7 (0.03)                   | 0.0 (0.0)                    | 121.3 (4.78)                 |
| Số ngày giáng thủy trung bình (≥ 0.1 mm)  | 0.0                          | 0.0                          | 0.1                          | 0.0                          | 0.9                          | 0.9                          | 4.0                          | 4.2                          | 3.4                          | 1.2                          | 0.0                          | 0.0                          | 14.7                         |
| Độ ẩm tương đối trung bình (%)            | 27                           | 22                           | 17                           | 16                           | 19                           | 28                           | 43                           | 49                           | 40                           | 28                           | 27                           | 30                           | 29                           |
| Số giờ nắng trung bình tháng              | 316.2                        | 296.6                        | 316.2                        | 318.0                        | 310.0                        | 279.0                        | 269.7                        | 272.8                        | 273.0                        | 306.9                        | 303.0                        | 319.3                        | 3.580,7                      |
| Số giờ nắng trung bình ngày               | 10.2                         | 10.5                         | 10.2                         | 10.6                         | 10.0                         | 9.3                          | 8.7                          | 8.8                          | 8.1                          | 9.9                          | 10.1                         | 10.3                         | 9.8                          |
| Nguồn 1: Tổ chức Khí tượng Thế giới, NOAA |                              |                              |                              |                              |                              |                              |                              |                              |                              |                              |                              |                              |                              |
| Nguồn 2: Deutscher Wetterdienst           |                              |                              |                              |                              |                              |                              |                              |                              |                              |                              |                              |                              |                              |

## Kinh tế
Khartoum phát triển mạnh sau hòa bình được tái lập với hòa ước giữa chính phủ Khartoum và lực lượng quân đội của Phong trào Giải phóng Dân tộc Sudan (SPLA). Tuy vậy hạ tầng cơ sở thành phố còn rất kém và mức sống người dân vẫn thấp.
Công nghiệp thành phố có kỹ nghệ ấn loát, sản xuất thủy tinh, chế biến thực phẩm, và ngành dệt. Ngành dầu lửa gồm xưởng lọc dầu cùng xưởng chế biến các phụ sản dầu lửa đóng một vai trò lớn trong nền kinh tế Khartoum.

## Văn hóa
Viện Bảo tàng Quốc gia Sudan thành lập năm 1971 có trụ sở chính ở Khartoum. Viện có bộ sưu tập với nhiều vật cổ đại Ai Cập kể cả hai ngôi đền Buhen và Semna được chuyển từ miền bắc về Khartoum để tránh ngập lụt vì hậu quả việc xây đập Aswan.

## Thành phố kết nghĩa
Khartoum kết nghĩa với
- Addis Ababa, Ethiopia[4]
- Ankara, Thổ Nhĩ Kỳ[5]
- Brasília, Brazil[6]
- Cairo, Ai Cập[7]
- Istanbul, Thổ Nhĩ Kỳ[8]
- Saint Petersburg, Nga[9]
- Vũ Hán, Trung Quốc[10]